# لیف هانسون
لیف هانسون (انگلیسی: Leif Hansson؛ زادهٔ ۱۸ مارس ۱۹۴۶) دوچرخه‌سوار اهل سوئد است.